# Pacojet

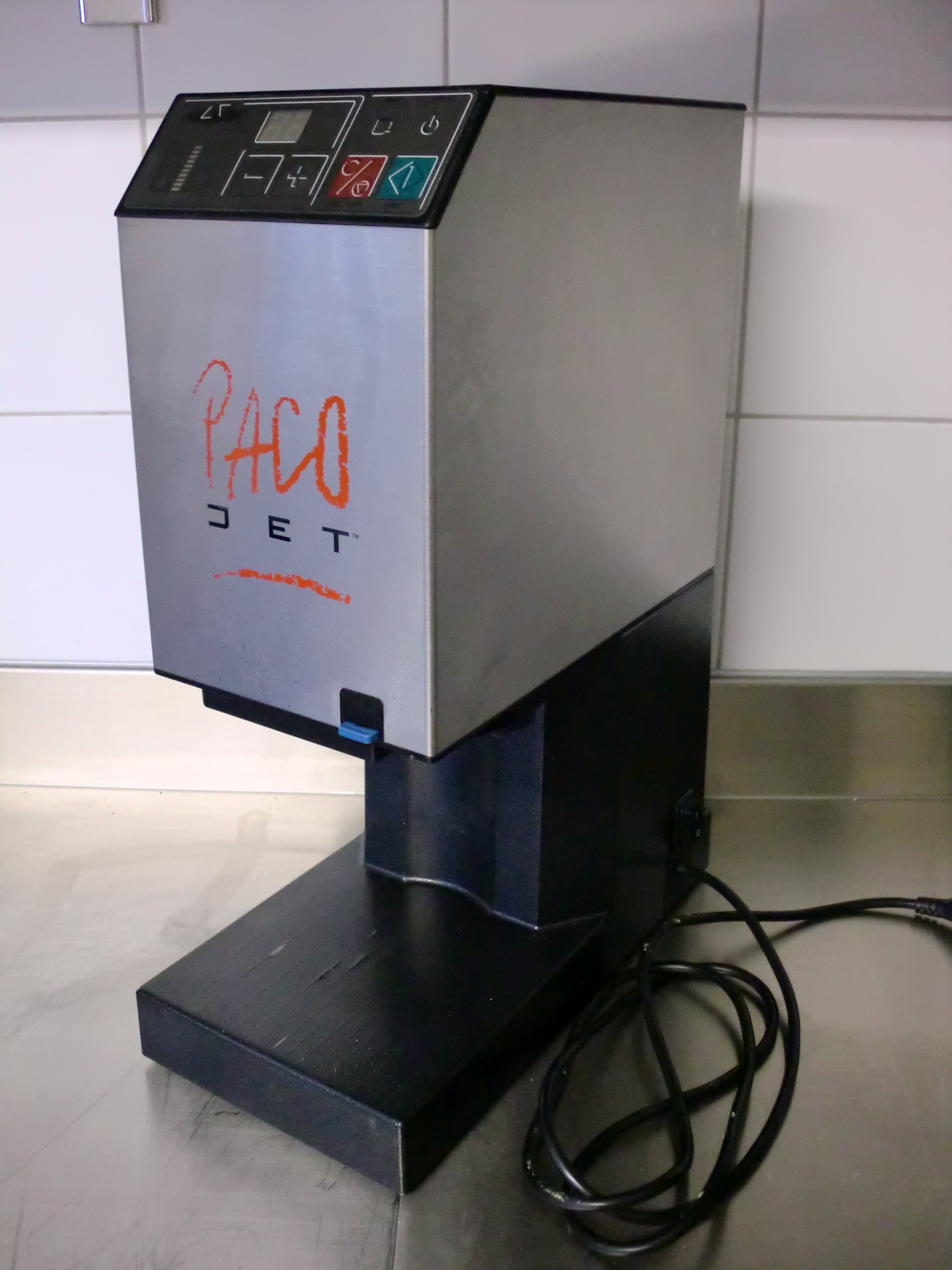
Pacojet

Pacojet är en köksapparat som används för att bearbeta djupfrysta råvaror, främst till glass och sorbet men även för mousser och soppor. Den uppfanns ca 1989 av en grupp franska, tyska och schweiziska kockar i syfte att kunna tillaga mat som lagrats under längre tid, utan att den skulle förlora kvalitet, smak, färg- eller näringsämnen. Pacojet finns idag i restaurangkök över hela världen.